# Nahicseváni Kánság
A Nahicseváni Kánság (perzsául: خانات نخجوان, romanizált: Khānāt-e Nakhchevān; azeriül: Naxçıvan xanlığı, ناخچیوان خانلیغی) történelmi államalakulat volt, amelyet az Afsárida-dinasztia (Perzsia) alatt hoztak létre 1747-ben, majd a birodalom bukása után is fennmaradt. A kánság elhelyezkedése nagyjából a mai Nahicseván Autonóm Köztársaság és az örmény Vajoc Dzor tartomány területén volt.

## Történelem
A Szafavida Birodalom megszűnéséig Nahicseván a Jereván tartományhoz tartozott. Nem sokkal Jereván 1604-es visszafoglalása után (1603–1618-as oszmán-szafavida háború) az akkori sah, I. Abbász kinevezte új kormányzójává Cheragh Ustajlu szultánt, akit rövid megbízatása után Maqsud Sultan Kangarlu követett. Ugyanebben az évben, amikor az oszmán erők megfenyegették a területet ugyanazon háború alatt, I. Abbász elrendelte, hogy Maqsud Sultan menekítse ki Nahicseván teljes lakosságát, és vigye Arasbaran és Dezmar városába. A perzsa uralmat az oszmán megszállás szakította meg 1635–1636 és 1722–1736 között.
Az 1804–1813-as orosz-perzsa háború idején, 1808-ban az Ivan Gudovics tábornok irányítása alatt álló orosz erők rövid időre elfoglalták Nahicsevánt, de a Gulisztáni szerződés eredményeként visszakerült perzsa ellenőrzés alá.
Az 1826–1828-as orosz-perzsa háború idején, 1827-ben Ehsan kán volt Abbasabad parancsnoka, amely stratégiai fontosságú erőd volt a Nahicseváni Kánság védelme szempontjából. Az oroszok súlyos veszteségek után, július 14-én eszkaláddal akarták elfoglalni az erődöt, ostromot indítottak. Ehsan kán titokban kapcsolatba lépett az orosz parancsnokkal, Ivan Paszkevics tábornokkal, és 1827. július 22-én megnyitotta előtte az erőd kapuit. 1828-ban a Turkmanchay-i békeszerződéssel a kánság orosz birtokba került, Ehsan kánt pedig dandártábornoki ranggal jutalmazták.
1828-ban Jereván és Nahicseván kánságait feloszlatták, és területeiket egyesítették, hogy létrehozzák az Örmény Területet. 1840-ben ezt a tartományt is feloszlatták, és területét egy nagyobb új tartományba, a Grúzia-Imeretia Kormányzóságba építették be. Ez az új felosztás nem tartott sokáig, 1845-ben létrehozták a Kaukázusi Területet, ahol az egykori Örmény Tartomány a Tifliszi Kormányzóság részét képezte. 1849-ben létrehozták az Jereváni Kormányzóságot, elkülönítve a Tifliszi Kormányzóságtól, mely magába foglalta az egykori Nahicseváni Kánság területét.
A feloszlatást követően Nahicseván kánjai felvették az oroszosított Nakhchivanski kán vezetéknevet, és családjának emberei hagyományosan beléptek az orosz közszolgálatokba, elsősorban a hadseregbe. A család továbbra is nagyon gazdag maradt, ők voltak a kerület legnagyobb földbirtokosai, és továbbra is hatalmas befolyást gyakoroltak a muzulmán közösség többi részére. Hat Nakhchivanski kán lett az orosz cári, a szovjet és az iráni hadsereg tábornoka.
Ehsan kán két fia, Iszmail kán és Kalbali kán tábornokok voltak az orosz hadseregben, és IV. Kalbali kán fia, Huseyn kán, az orosz cár neves katonai parancsnoka és általános adjutánsa volt, unokaöccsei, Jamshid kán és Kalbali pedig a szovjet és az iráni hadsereg tábornokai voltak.